# Autoritatea Bancară Europeană
Autoritatea Bancară Europeană (în engleză European Banking Authority, acronim EBA) este o agenție de reglementare a Uniunii Europene, cu sediul în La Défense, Île-de-France. Activitățile sale includ efectuarea testelor de stres asupra băncilor europene pentru a spori transparența sistemului financiar european și pentru a identifica punctele slabe în structurile de capital ale băncilor.
EBA dispune de autoritatea de a înlocui autoritățile de reglementare naționale în cazul în care acestea nu reglementează corespunzător băncile. EBA poate preveni arbitrajul reglementar (mutarea activităților financiare în jurisdicții cu reglementări mai puțin stricte) și asigură o competiție corectă între bănci pe întreg teritoriul Uniunii Europene. Astfel, EBA va împiedica o competiție de tip „race to the bottom”, deoarece băncile din jurisdicții cu reglementări mai relaxate nu vor mai beneficia de un avantaj competitiv față de băncile din jurisdicții cu reglementări mai stricte, toate băncile fiind obligate să se conformeze unui standard european mai înalt.

## Istoric

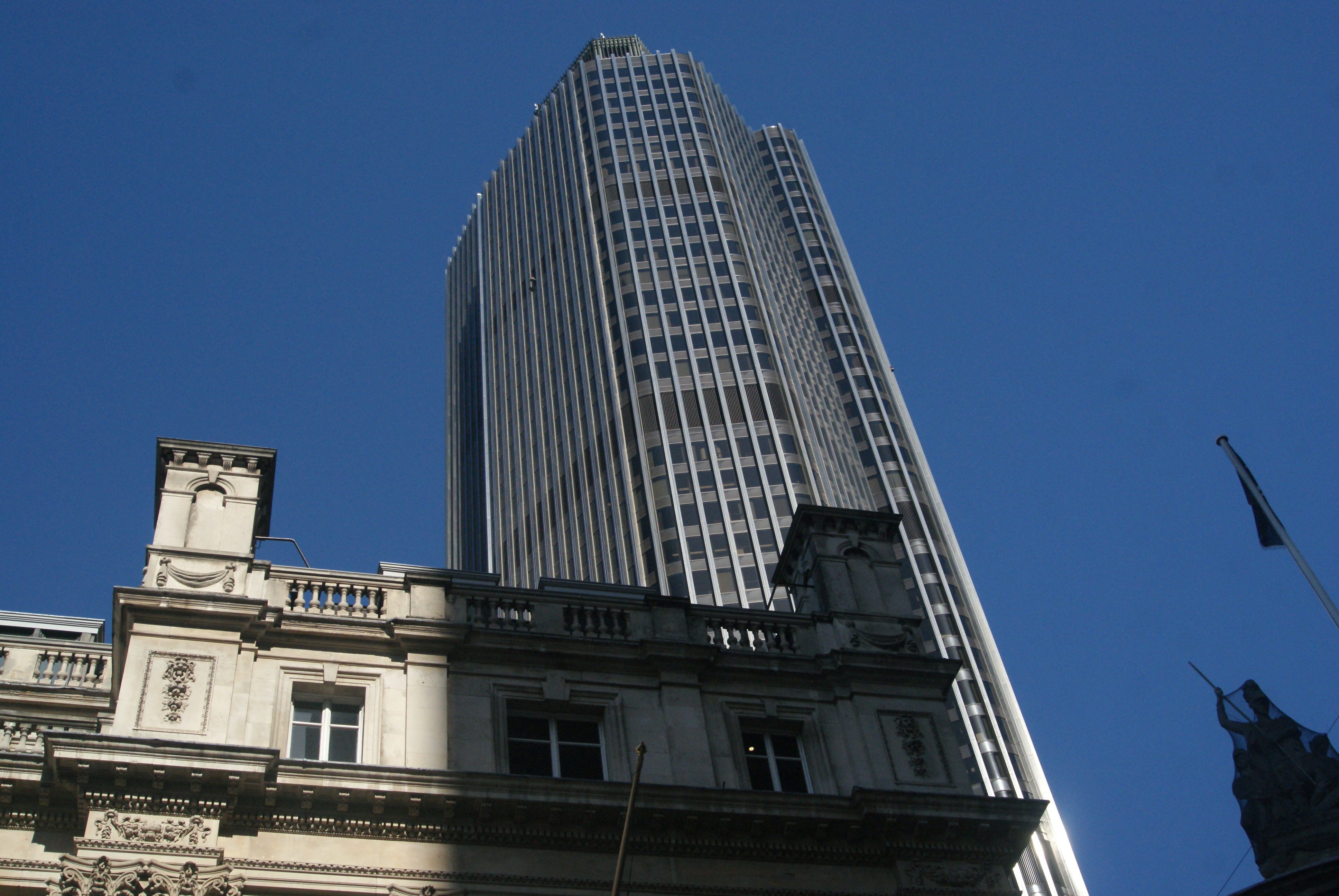
Tower 42 din City of London, sediul EBA între 2011 și decembrie 2014

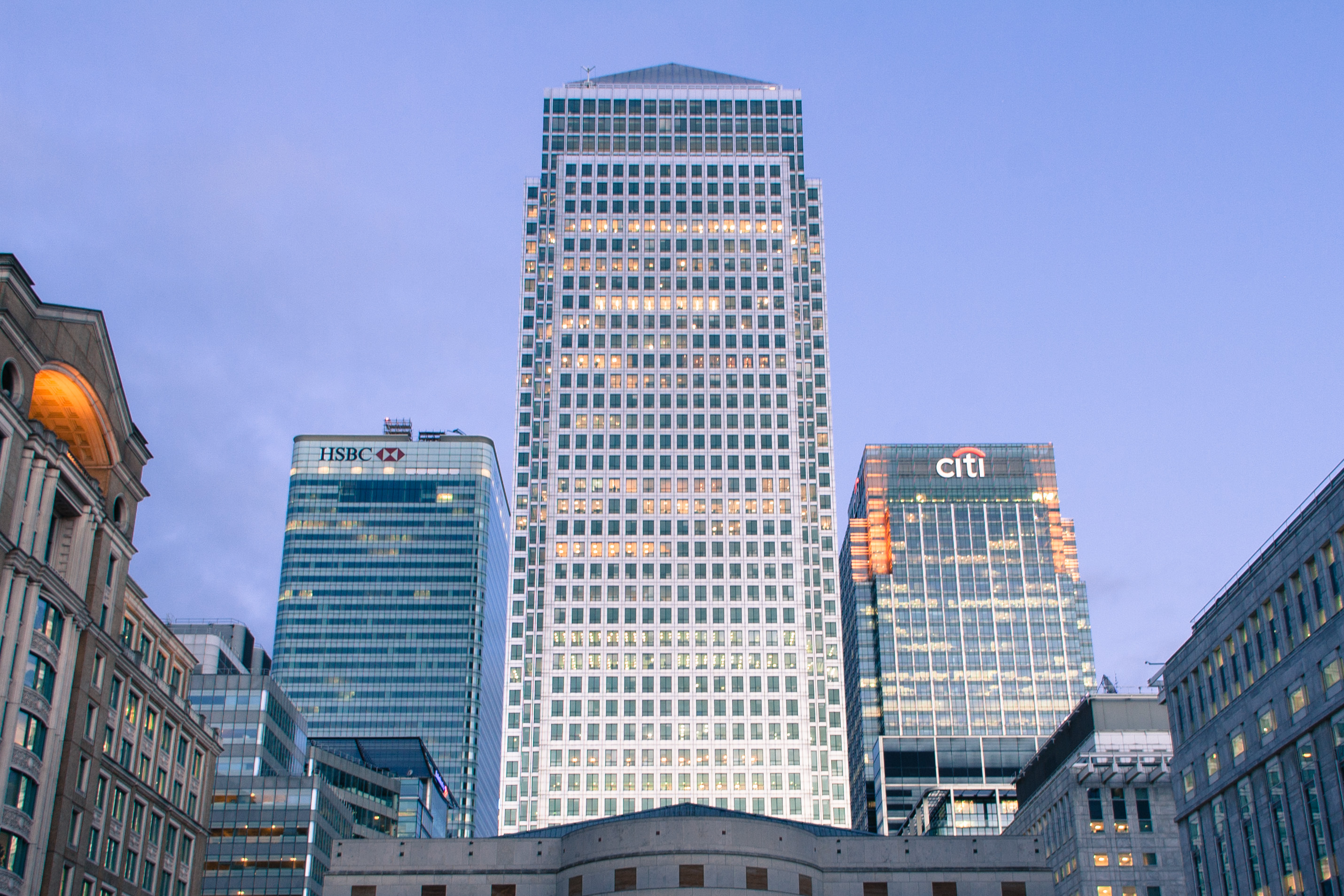
Turnul One Canada Square din Canary Wharf, Londra, sediul EBA din decembrie 2014 până în mai 2019

EBA a fost înființată la 1 ianuarie 2011, preluând toate atribuțiile și responsabilitățile Comitetului Supraveghetorilor Bancari Europeni (CEBS). În continuitate cu secretariatul CEBS și până la 30 martie 2019, agenția a fost localizată în Londra.
Ca urmare a retragerii planificate a Regatului Unit din UE, Comisia Europeană a elaborat planuri pentru mutarea EBA (alături de Agenția Europeană pentru Medicamente) din Regatul Unit, pentru a o păstra în statele membre rămase ale Uniunii Europene. Printre locațiile luate în considerare pentru noul sediu al agenției s-au numărat Bruxelles, Dublin, Frankfurt, Luxemburg, Paris, Praga, Viena și Varșovia. În cele din urmă, Parisul a fost ales prin tragere la sorți pentru a găzdui EBA, la ora 18:40 CET, luni, 20 noiembrie 2017.
În iunie 2021, EBA a anunțat că băncile din Uniunea Europeană trebuie să prezinte un plan pe termen de zece ani pentru a explica modul în care vor gestiona riscurile legate de mediu, responsabilitate socială și guvernanță (ESG) în raport cu rezultatele financiare.

## Misiune și sarcini
Principala sarcină a EBA este de a contribui, prin adoptarea Standardelor Tehnice (BTS) obligatorii și a Ghidurilor, la crearea Codului Unic European pentru domeniul bancar. Codul Unic European vizează furnizarea unui set unic de reglementări prudentiale armonizate pentru instituțiile financiare din întreaga UE, contribuind la crearea unui teren de joc echitabil și asigurând o protecție ridicată pentru depozitari, investitori și consumatori.
Autoritatea joacă, de asemenea, un rol esențial în promovarea convergenței practicilor de supraveghere, pentru a asigura o aplicare armonizată a reglementărilor prudentiale. În final, EBA este responsabilă cu evaluarea riscurilor și vulnerabilităților din sectorul bancar al UE, prin rapoarte periodice de evaluare a riscurilor și teste de stres pan-europene, având ca scop consolidarea stabilității și rezilienței sistemului bancar european.
Alte sarcini stabilite în mandatul EBA includ:
- investigarea aplicării incorecte sau insuficiente a legislației UE de către autoritățile naționale
- luarea de decizii adresate autorităților competente sau instituțiilor financiare individuale în situații de urgență
- medierea dezacordurilor între autoritățile competente în situații transfrontaliere
- acționarea ca organism consultativ independent pentru Parlamentul European, Consiliu sau Comisie
- promovarea transparenței, simplității și corectitudinii pe piața produselor și serviciilor financiare destinate consumatorilor în piața internă.

Pentru îndeplinirea acestor sarcini, EBA poate elabora o serie de documente reglementare și non-reglementare, inclusiv Standardele Tehnice obligatorii, Ghiduri, Recomandări, Opinii, Întrebări și Răspunsuri (Q&A) și rapoarte ad-hoc sau periodice. Standardele Tehnice obligatorii sunt acte legale care detaliază aspecte specifice ale unui text legislativ al UE (Directivă sau Regulament) și urmăresc asigurarea unei armonizări consistente în domenii precise. EBA dezvoltă proiecte de BTS, care sunt, în final, susținute și adoptate de Comisia Europeană. Spre deosebire de alte documente, precum Ghiduri sau Recomandări, BTS sunt obligatorii din punct de vedere legal și se aplică direct în toate statele membre.

### Cadru Comun de Raportare
Common Reporting (COREP) reprezintă cadrul standardizat de raportare emis de EBA, destinat raportării în conformitate cu Directiva Uniunii Europene privind cerințele de capital. Acesta acoperă riscurile de credit, riscurile de piață, riscurile operaționale, propriile fonduri și indicatorii de adecvare a capitalului. Cadrul de raportare a fost adoptat de aproape 30 de țări europene. Instituțiile reglementate sunt obligate periodic să depună rapoarte COREP, atât pe bază individuală, cât și consolidată, utilizând XBRL în taxonomiile arhitecturii Eurofiling, un sistem de raportare utilizat în reglementările financiare. Toate organizațiile reglementate din Regatul Unit sunt obligate să utilizeze COREP pentru depunerea rapoartelor statutare periodice, începând cu 1 ianuarie 2014.

## Consiliul de Supraveghere
Autoritățile naționale, membri votanți ai Consiliului de Supraveghere al EBA, au fost, de la înființarea instituției până la începutul anului 2024:
- Austria: Autoritatea Pieței Financiare (FMA)
- Belgia: Comisia Bancară, Financiară și de Asigurări (CBFA), apoi Banca Națională a Belgiei începând cu 1 aprilie 2011
- Bulgaria: Banca Națională a Bulgariei
- Croația: Banca Națională a Croației, de la aderare, 1 iulie 2013
- Cipru: Banca Centrală a Ciprului
- Cehia: Banca Națională a Cehiei
- Danemarca: Finanstilsynet
- Estonia: Autoritatea de Supraveghere Financiară (Finantsinspektsioon)
- Finlanda: Autoritatea de Supraveghere Financiară din Finlanda (FIN-FSA)
- Franța: Autoritatea de Supraveghere Prudentială (ACP), redenumită Autoritatea de Supraveghere Prudentială și Rezolvare (ACPR) pe 26 iulie 2013, integrată în Banca Franței din 2017
- Germania: Bundesanstalt für Finanzdienstleistungsaufsicht (BaFin)
- Grecia: Banca Greciei
- Ungaria: Autoritatea de Supraveghere Financiară din Ungaria (PSZÁF), apoi Banca Națională a Ungariei din 1 octombrie 2013
- Irlanda: Banca Centrală a Irlandei
- Italia: Banca Italiei
- Letonia: Banca Letoniei
- Lituania: Banca Lituaniei
- Luxemburg: Comisia de Supraveghere a Sectorului Financiar (CSSF)
- Malta: Autoritatea Serviciilor Financiare din Malta (MSFA)
- Olanda: Banca Națională a Țărilor de Jos
- Polonia: Autoritatea de Supraveghere Financiară (KNF)
- Portugalia: Banca Portugaliei
- România: Banca Națională a României
- Slovacia: Banca Națională a Slovaciei
- Slovenia: Banca Sloveniei
- Spania: Banca Spaniei
- Suedia: Finansinspektionen
- Regatul Unit: Autoritatea Serviciilor Financiare (FSA), apoi Autoritatea de Reglementare Prudentială din 1 aprilie 2013 până la Brexit pe 31 ianuarie 2020

Președintele EBA a obținut statut de votant în urma revizuirii din 2019 a reglementării EBA. Membrii non-votanți includ reprezentanți ai Comisiei Europene, Consiliul de Supraveghere al BCE, Consiliul European pentru Riscuri Sistemice, Autoritatea Europeană pentru Valori Mobiliare și Piețe, Autoritatea Europeană pentru Asigurări și Pensii Ocupaționale, precum și autoritățile de supraveghere din statele non-UE ale Spațiului Economic European, respectiv Islanda (Autoritatea de Supraveghere Financiară / FME), Liechtenstein (Finanzmarktaufsicht / FMA) și Norvegia (Finanstilsynet). De asemenea, în țările unde supravegherea bancară este distinctă de banca centrală, autoritățile de rezoluție bancară, protecția consumatorilor financiari și/sau autoritățile de asigurare a depozitelor pot participa la ședințele Consiliului de Supraveghere, conform condițiilor stipulate în Articolul 40 din Regulamentul EBA. Comitetul unic de rezoluție beneficiază de statut de observator în cadrul consiliului de supraveghere al EBA și face parte din Comitetul Permanent al EBA pentru Rezoluție, cunoscut sub denumirea de ResCo. În urma acestei structuri, nici Supravegherea Bancară a BCE, nici Consiliul de Rezoluție Unic nu au drept de vot formal în procesul decizional al EBA.

## Conducere
Președinți:
- Andrea Enria⁠(d) (1 ianuarie 2011 - 31 decembrie 2018)
- José Manuel⁠(d) Campa (din 1 mai 2019)

Directori executivi:
- Ádám Farkas (2011-2020)
- Peter Mihalik (interimar, 2020)
- François-Louis Michaud (din 1 septembrie 2020)